# Zapping
Zapping é um programa com notícias sobre celebridades, transmitido no Brasil pela Record News. Apresentado interinamente por Kelly Godoy com a saída de Mariana Bispo, é um programa de entretenimento que traz tudo sobre os bastidores da televisão e noticias das celebridades. É exibido de segunda à sexta.

## Informações
Inicialmente apresentado por Virgínia Nowicki na RecordTV, o programa ficou no ar de 17 de abril de 1999 até 18 de novembro de 2000. Em 28 de setembro de 2007, voltou a ser exibido em novo formato na Record News, apresentado por Tina Roma, que ficou no comando até 23 de maio de 2011, quando deixou o programa para dedicar-se as reportagens do Domingo Espetacular e a apresentação do Tudo a Ver, assumindo Vera Viel em seu lugar. Em 2012, com a licença-maternidade de Vera, Amanda Françozo assume a apresentação temporária do Zapping por duas semanas, de 5 a 16 de novembro, passando o comando novamente para Tina Roma até o retorno de Vera, em 08 de abril de 2013. Em março de 2021, Vera Viel deixa o programa e a emissora, sendo substituída em julho pela repórter Mariana Bispo. Mariana deixa a emissora em novembro de 2022, e Kelly Godoy assume o programa interinamente.
A partir de novembro de 2012 muda de horário, deixando de ser das 19h45 às 20h30 para 22h às 22h45. A partir de 2013 passa a ter o jornalista Miguel Arcanjo Prado como colunista no quadro Agenda Cultural.

## Apresentadores
- Virgínia Nowicki (1999–00)
- Renata Fan (2003)[1][2]
- Tina Roma (2007–11)
- Vera Viel (2011; 2013–2021)
- Amanda Françozo (2012)
- Mariana Bispo (2021–2022)

## Zapping: Especial A Fazenda
Zapping: Especial A Fazenda foi um programa especial da Record News sobre o reality show A Fazenda, da Record.[carece de fontes?]